# Halichoeres melasmapomus
Halichoeres melasmapomus är en fiskart som beskrevs av Randall, 1981. Halichoeres melasmapomus ingår i släktet Halichoeres och familjen läppfiskar. IUCN kategoriserar arten globalt som livskraftig. Inga underarter finns listade i Catalogue of Life.